# Notholaena bryopoda
Notholaena bryopoda es un helecho, miembro de la familia Pteridaceae, subfamilia Cheilanthoideae; este género cuenta con aproximadamente 30 especies de las cuales al menos 24 ocurren en México, está muy relacionado con el género Cheilathes, y muchas especies de ambos géneros se han transferido de unos a otro a través del tiempo; el nombre del género (Notholaena) proviene del griego “nothos” (falso) y “chlaina” (capa, manta), mientras que la especie (N. bryopoda) proviene de “bryo” (retoño, brote) y “podos” (pie).

## Clasificación y descripción
Rizoma: compactos, horizontales, de hasta 2 mm de diámetro, con escamas de forma linear-lanceoladas de hasta 9 mm de largo;  frondes: de 10 – 18 x 2 – cm, creciendo en forma de manojo ; pecíolo: de 1/3 del largo de la fronda, de color café, con un surco en la parte superior (adaxial), con algunas escamas dispersas; lámina: de forma lanceolada a angostamente deltada, bipinnada, de consistencia firme; pinnas: de 5 hasta 13 pares, sin pelillos, la superficie inferior (abaxial) presenta un “polvo” de almidón de color amarillo pálido o color crema; soros: forman bandas marginales en los segmentos (pínnulas); indusio: no presenta, los bordes de los segmentos (pínnulas) se doblan hacia abajo cubriendo hasta la mitad de cada segmento.

## Distribución
Endémico de México, solo crece en Coahuila y Nuevo León.

## Ambiente
Terrestre, habita en zonas desérticas y semidesérticas, prefiere suelos con yeso o sitios rocosos, tolera bastante bien la sequía.

## Estado de conservación
No se encuentra sujeta a ningún estatus de conservación.